# Stroine, Svaleava
Stroine (în ucraineană Стройне) este localitatea de reședință a comunei Stroine din raionul Svaleava, regiunea Transcarpatia, Ucraina.

## Demografie
Componența lingvistică a localității Stroine
     Ucraineană (99,12%)
     Alte limbi (0,84%)
Conform recensământului din 2001, majoritatea populației localității Stroine era vorbitoare de ucraineană (99,12%), existând în minoritate și vorbitori de alte limbi.